# 尚蘭叢
尚蘭叢（？—1663年9月8日），為琉球國第二尚氏王朝的翁主、王妃，是尚永王與妃尚坤功所生之嫡長女，童名真錢金，封阿應理屋惠按司加那志。有一妹尚月嶺。
尚蘭叢嫁琉球王族、尚真王曾孫、尚懿之長子尚寧為妻，後因為尚永王無子，由女婿尚寧繼位為王，尚蘭叢成為王妃。尚寧王無子，於是過繼尚元王第三子尚久之第四子尚豐為世子。尚豐即位後，尚蘭叢被尊為國母。
尚蘭叢於康熙二年（1663年）八月初七逝世，葬于天山御墓。乾隆二十四年（1759年）十一月二十一移葬于極樂陵。